# Pálffy József (szolgabíró)
Gróf erdődi Pálffy József (Görz, Osztrák Tengermellék, Ausztria, 1904. március 3. – Baden bei Wien, Ausztria, 1988. július 11.) magyar földbirtokos, országgyűlési képviselő.

## Élete
1904-ben született Görzben, római katolikus vallásban. Édesapja gróf erdődi Pálffy Sándor (1861–1917), császári és királyi kamarás, a Császári és Királyi 5. gróf Radetzky József Huszárezred századosa, országgyűlési képviselő, édesanyja gróf németújvári Batthyány Erzsébet (1875–1954) volt. Idősebb testvéreinek egyike volt Pálffy Fidél szélsőjobboldali politikus, több nemzetiszocialista és nyilas párt prominens alakja, Szálasi Ferenc kormányának földművelésügyi minisztere.
Középiskolai évei után a budapesti Pázmány Péter Tudományegyetemen tanult tovább, ott szerzett államtudományi doktorátust. 1925-ben közigazgatási területen kezdte pályáját és két éven keresztül Gyulán szolgált, mint főispáni titkár, később mint szolgabíró. Ezután visszavonult családja birtokaira, ahol gazdálkodásba kezdett. Ebben az időszakban több külföldi tanulmányutat tett – többek között Franciaországban, Belgiumban, Németországban, Svájcban, Olaszország és Görögországban –, miközben elsajátította a német, az angol, a francia és az olasz nyelvet is.
Hamarosan bekapcsolódott Győr vármegye politikai, társadalmi és gazdasági életébe is: már 1933-ban a Keresztény Gazdasági és Szociális Párt vármegyei szervezetének elnöke volt, 1939-ben pedig társelnökké választották a Magyar Élet Pártja megyei szervezetében. Tagja volt a megyei törvényhatósági bizottságnak és a Felsődunántúli Mezőgazdasági Kamarának; elnöke és alapítója a Felsődunántúli Termelők Szövetkezetének (FTSZ), alelnöke a Győr megyei mezőgazdasági bizottságnak, igazgatóválasztmányi tagja a Rába Szabályozó Társulatnak, választmányi tagja a Gazdák Nemzeti Szövetségének.
A vármegye gazdasági életében nemcsak a legnagyobb vidéki kisgazda értékesítő szövetkezet, a fénykorában mintegy 8000 tagot tömörítő FTSZ megalapításával szerzett jelentős érdemeket, de a kisalföldi vízszabályozás terén kifejtett tevékenységével is. Kezdeményező szerepe volt a Marcal szabályzásában és az azt övező belvizes területek rendezésében.
Az 1939. évi általános választásokon az Magyar Élet Pártja országgyűlési képviselő-jelöltjeként indult el a téti központú választókerületben, ahol el is nyerte a mandátumot.
A ma Sümeghez tartozó Nyírlakon kötött házasságot, 1926. január 4-én, Tarányi Ilonával.